# Kaplica cmentarna w Szmańkowcach
Kaplica cmentarna (ukr. Цвинтарна каплиця) – kaplica greckokatolicka (UHKC) we wsi Szmańkowce (hromada Zawodśke, rejon czortkowski, obwód tarnopolski).
Każdego roku dwa wyznania (grekokatolicy i prawosławni) odprawiają w kaplicy nabożeństwa wielkanocne.

## Historia
Kaplica zbudowana w 1890.

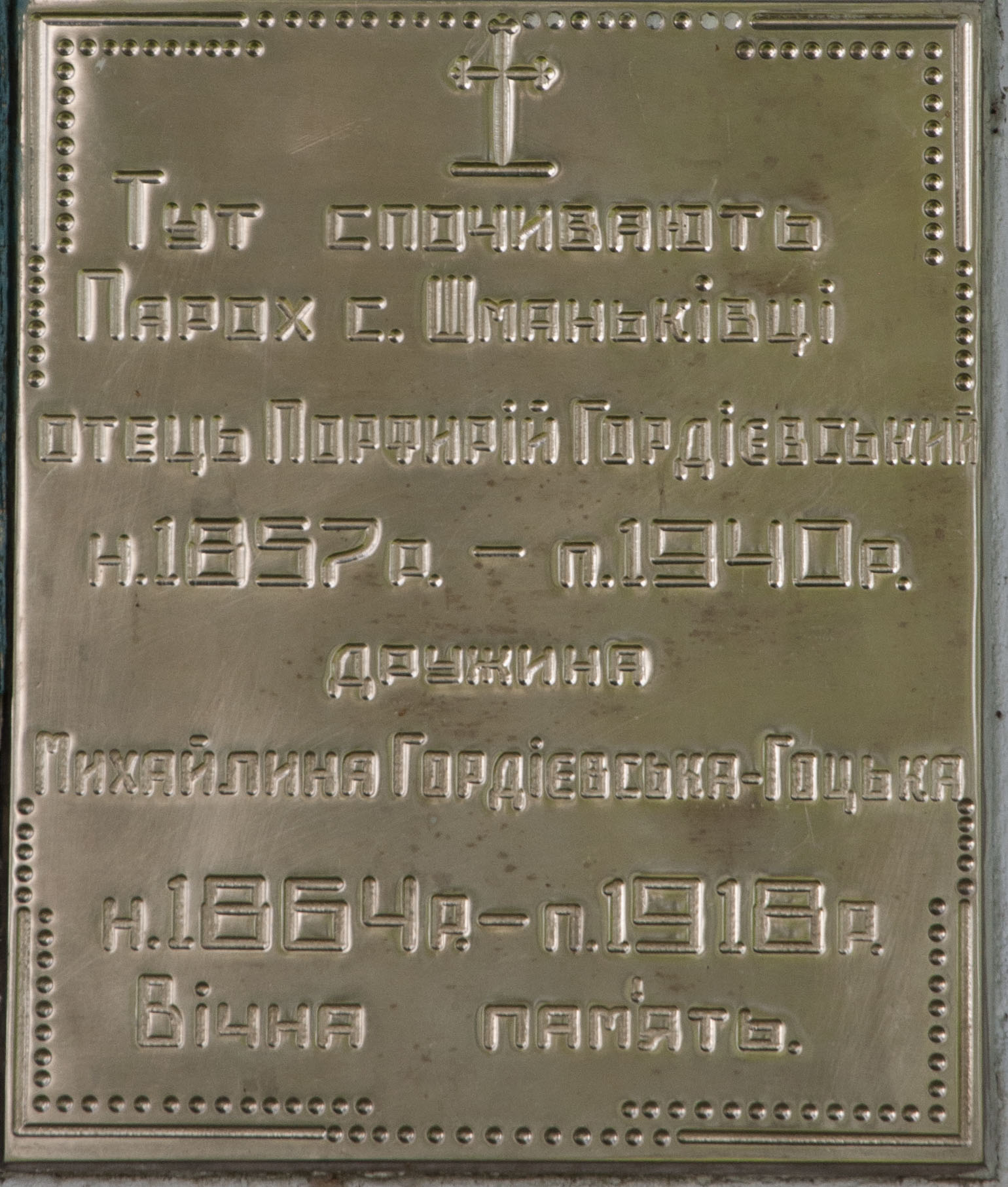
Tablica na elewacji kaplicy

W 2016 wykonano remonty wnętrza i elewacji a dach pokryto blachodachówką.
W środku kaplicy pochowany jest ks. Porfyrij Hordiewskyj z żoną Michajłyną Hordiewską-Haсka.